# Iahodînka, Dzerjînsk
Iahodînka (în ucraineană Ягодинка) este localitatea de reședință a comunei Iahodînka din raionul Dzerjînsk, regiunea Jîtomîr, Ucraina.

## Demografie
Componența lingvistică a localității Iahodînka
     Ucraineană (99,41%)
     Alte limbi (0,59%)
Conform recensământului din 2001, majoritatea populației localității Iahodînka era vorbitoare de ucraineană (99,41%), existând în minoritate și vorbitori de alte limbi.